# 溝谷村
溝谷村（みぞたにむら）は、京都府竹野郡にあった村。現在の京丹後市弥栄町の中心部にあたる。

## 地理
- 山岳：高尾山、金剛童子山
- 河川：竹野川

## 歴史
- 1889年（明治22年）4月1日 - 町村制の施行により、溝谷村・等楽寺村の区域をもって発足。
- 1933年（昭和8年）2月1日 - 吉野村・鳥取村・深田村と合併して弥栄村が発足。同日溝谷村廃止。